# سیلن شاهی
سیلن شاهی (نام علمی: Silene regia) نام یک گونه از سرده سیلن است.